# Quận Pepin, Wisconsin
Quận Pepin là một quận thuộc tiểu bang Wisconsin, Hoa Kỳ.
Quận này được đặt tên theo. Theo điều tra dân số của Cục điều tra dân số Hoa Kỳ năm 2000, quận có dân số 7213 người. Quận lỵ đóng ở Durand.6

## Địa lý
Theo Cục điều tra dân số Hoa Kỳ, quận có diện tích 644 km2, trong đó có 42 km2 là diện tích mặt nước.

### Các xa lộ chính
| - U.S. Highway 10 - Highway 85 (Wisconsin) - Highway 35 (Wisconsin) - Highway 25 (Wisconsin) |

### Quận giáp ranh
- Quận Pierce - tây bắc
- Quận Dunn - bắc
- Quận Eau Claire - đông
- Quận Buffalo - nam
- quận Wabasha, Minnesota - tây nam
- Quận Goodhue, Minnesota - tây

### Thông tin nhân khẩu

Tháp tuổi dân cư quận theo kết quả điều tra dân số năm 2000.

Theo điều tra dân số 2 năm 2000, quận đã có dân số 7.213 người, 2.759 hộ gia đình, và 1.934 gia đình sống trong quận hạt. Mật độ dân số là 31 người trên một dặm vuông (12/km ²). Có 3.036 đơn vị nhà ở với mật độ trung bình 13 trên một dặm vuông (5/km ²). Cơ cấu chủng tộc của dân cư quận đã được 98,90% người da trắng, 0,08% da đen hay Mỹ gốc Phi, 0,19% người Mỹ bản xứ, 0,21% châu Á, Thái Bình Dương 0,04%, 0,08% từ các chủng tộc khác, và 0,49% từ hai hoặc nhiều chủng tộc. 0,35% dân số là người Hispanic hay Latino thuộc một chủng tộc nào. 41,6% là gốc Đức, gốc Na Uy chiếm 13,5%, gốc Áo chiếm 9,9% và 6,8% gốc Thụy Điển theo điều tra dân số năm 2000. 95,2% nói tiếng Anh và 3,4% nói tiếng Đức là ngôn ngữ đầu tiên của họ.
Có 2.759 hộ, trong đó 32,40% có trẻ em dưới 18 tuổi sống chung với họ, 59,90% là đôi vợ chồng sống với nhau, 6,80% có một chủ hộ nữ và không có chồng, và 29,90% là các gia đình không. 26,10% hộ gia đình đã được tạo ra từ các cá nhân và 13,60% có người sống một mình 65 tuổi hoặc lớn tuổi hơn là người. Cỡ hộ trung bình là 2,57 và cỡ gia đình trung bình là 3.13.
Trong quận, độ tuổi dân số đã được trải ra với 26,50% dưới độ tuổi 18, 7,90% 18-24, 25,90% 25-44, 22,80% từ 45 đến 64, và 16,80% từ 65 tuổi trở lên đã được những người. Độ tuổi trung bình là 39 năm. Đối với mỗi 100 nữ có 101,10 nam giới. Đối với mỗi 100 nữ 18 tuổi trở lên, đã có 100,20 nam